# Narón
Narón es un municipio y localidad española situada en el norte de la provincia de La Coruña, en la comunidad autónoma de Galicia. Se encuentra entre el océano Atlántico y la ría de Ferrol, en la comarca de Ferrol. 
En 2022 contaba con una población de 38 938 habitantes,  siendo el octavo municipio más poblado de Galicia y el cuarto de la provincia de La Coruña tras La Coruña, Santiago de Compostela y Ferrol.

## Toponimia
Es un hidrónimo de origen prerromano, a partir de la forma paleoeuropea *nar-, derivada de la raíz indoeuropea *ner- ‘penetrar, sumergir, esconder, hueco’, identificada por Pokorny, quien la relacionó con varios ríos bálticos.
Filólogos como Bascuas han defendido este origen, siendo un ejemplo de la alternancia de flexión -a / -ón, característica de la hidronimia paleoeuropea.
Dentro de la serie de hidrónimos derivados de esta forma *nar- estarían los ríos Neira, afluente del Miño, Naraya y Narayola (León), Narcea (Asturias) y otros hidrónimos tales como Naraval, en Asturias. Así mismo, se encontrarían otros topónimos como Naraío (Ferrol), Naraído (Trabada), Naraxa (Fonsagrada).
Por otro lado, otros autores lo han derivado de un antropónimo, bien de Naro, -onis, o bien de Naronius.[cita requerida]

## Geografía
Su superficie de 66,91 km² se extiende rodeando el valle formado por la desembocadura del río Jubia. Está limitado por el océano Atlántico y por los municipios de Ferrol, Neda, San Saturnino y Valdoviño. La zona de costa norte es alta y abrupta, formada por acantilados. La zona sur está situada dentro de la ría de Ferrol, donde desemboca el río Jubia, que atraviesa el municipio. Estas características son las que hacen que sólo disponga de tres pequeñas playas, entre ellas O Casal, una cala de difícil acceso.
El término municipal es colindante con los de Ferrol, Valdoviño, San Saturnino y Neda. Está situado al noroeste de la provincia de La Coruña, sobre la orilla septentrional de la ría de Ferrol, y forma parte de la mancomunidad de la Ría y la comarca de Ferrol.
Narón cuenta con paisajes pintorescos como los situados en la parroquia de Santa María la Mayor de O Val, donde se sitúan las playas de El Casal, Espiñaredo y La Lopesa, donde hay restos de un castro.
El punto más elevado del municipio de Narón es el monte dos Nenos (367 m), en la parroquia de Sedes, desde donde se puede contemplar una amplia vista de la comarca de Ferrol.
El municipio cuenta con vías rápidas de alta capacidad, ya que la autopista AP-9 atraviesa el núcleo urbano, cuenta con dos ramales que unen el parque empresarial del Río del Pozo con la autopista y la circunvalación de Narón. Pasa además la autovía Ferrol - Villalba y la vía de FEVE Ferrol - Gijón tiene varios apeaderos en el municipio.
El municipio de Narón sufre de un grave desorden urbanístico generado por la corrupción urbanística imperante en España en las últimas décadas del siglo XX, creándose un auténtico núcleo urbano en torno a la carretera de Castilla. Ejemplo de esto son las líneas de alta tensión que hasta hace poco pasaban por el medio de populosos barrios, las vías de Adif y FEVE que ejercen de barrera entre barrios y numerosas calles sin salida y de escasos equipamientos. Sin embargo, debido al crecimiento exponencial de población que ha ocurrido en la primera década del siglo XXI, se han llevado a cabo importantes desembolsos por parte del ayuntamiento, Junta de Galicia y diputación provincial con el fin de paliar estos hechos. Ejemplo de esto es la adecuación de los terrenos por los que discurre en altura la autopista AP-9, en los que se ha proyectado un parque municipal y las obras de mejora del saneamiento a los barrios de Freixeiro, Xubia o Piñeiros, entre otros.

## Historia
Es un municipio mixto, con siete parroquias eminentemente rurales en las que viven menos de la cuarta parte de la población y con un núcleo urbano de más de 30 000 habitantes formado por los barrios de La Gándara, La Solaina, El Alto del Castaño, Piñeiros, O Couto, Freixeiro y Jubia, destacando por su población los cuatro primeros. 

## Demografía

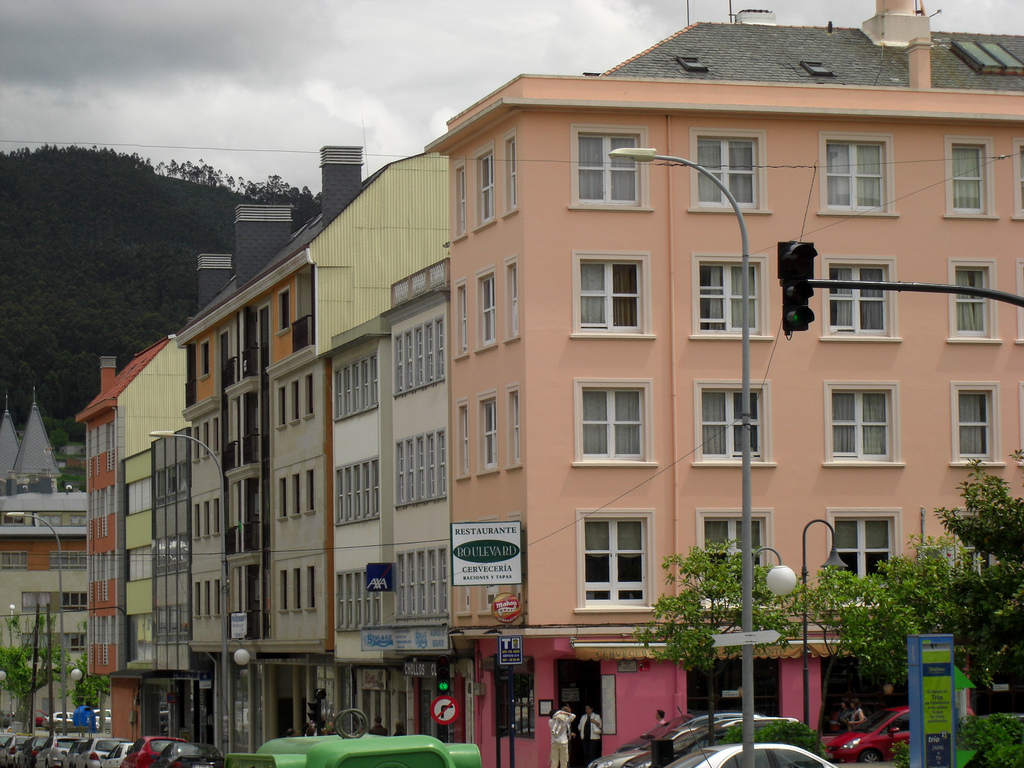
Barrio de Jubia

Narón cuenta con una población de 39 285 habitantes (INE 2024).
| Gráfica de evolución demográfica de Narón entre 1842 y 2021                                                         |
| |
| Población de derecho según los censos de población del INE Población de hecho según los censos de población del INE |

### Localidad
| Gráfica de evolución demográfica de Narón (localidad) entre 2010 y 2018 |
|                                                                         |
| Datos según el nomenclátor publicado por el INE                         |

La localidad, y capital del municipio, se formó en 2010 con la unión de seis de las trece parroquias del municipio, que han pasado a ser barrios de la localidad:

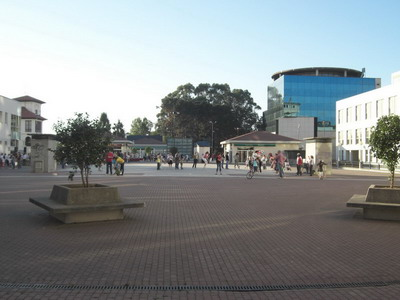
Plaza de Galicia en Narón, donde se encuentra el edificio del ayuntamiento, el antiguo centro de salud y el auditorio (escuela de teatro).

- Jubia (Nuestra Señora de los Desamparados), actual barrio de Piñeiros.
- San José Obrero de Jubia, actual barrio del Alto del Castaño.
- San Martín de Jubia, actual barrio de O Couto.
- Santa Cecilia de Jubia, actual barrio de La Solana.
- Santa Rita de Jubia, actual barrio de Jubia.
- Santiago Apóstol de Jubia, actual barrio de La Gándara.

## Economía

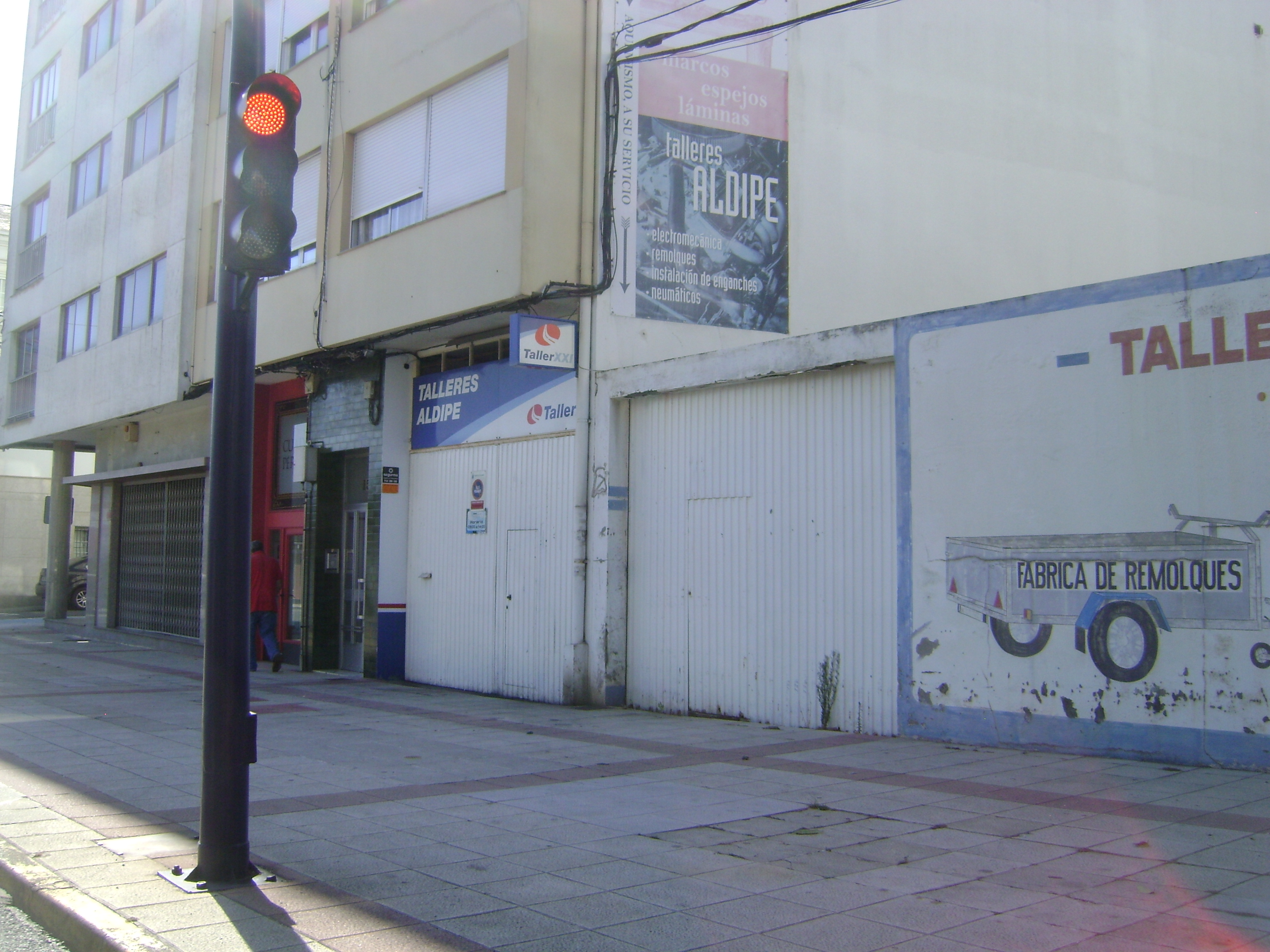
Imagen de Narón

Es una población que aún mantiene características de su origen como ciudad dormitorio de Ferrol, que vivía también del sector naval, y que poco a poco ha ido diversificando sus actividades industriales y de ocio, situándose como uno de los municipios económicamente más fuertes de Galicia. 
En Narón está situado uno de los más grandes polígonos industriales de toda Galicia, Río del Pozo, en el que se instalaron empresas tan importantes como Inditex, Megasa o Lidl. Existen además otros dos polígonos industriales: La Gándara, donde se encuentra el mayor centro comercial de la comarca, el C.C. Odeón, y el polígono de As Lagoas, donde hay una cementera de las dos que tiene este municipio.[cita requerida]

## Administración y política

### Gobierno municipal
| Partido político                                | 2023  | 2023  | 2023       | 2019  | 2019  | 2019       | 2015  | 2015  | 2015       | 2011  | 2011  | 2011       | 2007  | 2007  | 2007       |
| Partido político                                | %     | Votos | Concejales | %     | Votos | Concejales | %     | Votos | Concejales | %     | Votos | Concejales | %     | Votos | Concejales |
| Terra Galega (TEGA)                             | 44,94 | 7235  | 10         | 41,15 | 7011  | 10         | 38,51 | 6408  | 10         | 33,59 | 5713  | 8          | 44,37 | 6709  | 10         |
| Partido Popular de Galicia (PPdeG)              | 26,96 | 4340  | 6          | 25,32 | 4314  | 6          | 21,87 | 3639  | 5          | 32,31 | 5496  | 8          | 22,85 | 3456  | 5          |
| Bloque Nacionalista Galego (BNG)                | 13,69 | 2204  | 3          | 9,05  | 1543  | 2          | 8,13  | 1353  | 2          | 10,85 | 1846  | 2          | 13,63 | 2061  | 3          |
| Partido dos Socialistas de Galicia (PSdeG-PSOE) | 12,03 | 1937  | 2          | 12,48 | 2127  | 3          | 8,95  | 1489  | 2          | 8,98  | 1527  | 2          | 13,07 | 1976  | 3          |
| Podemos-Esquerda Unida (EU)-SON                 | —     | —     | —          | 4,32  | 737   | 0          | 6,06  | 1008  | 1          | 3,20  | 544   | 0          | 2,49  | 377   | 0          |
| Eliximos Narón Electores (ENE)                  | —     | —     | —          | —     | —     | —          | 5,34  | 888   | 1          | —     | —     | —          | —     | —     | —          |
| Coalición Galega (CG)                           | —     | —     | —          | —     | —     | —          | —     | —     | —          | 6,39  | 1087  | 1          | —     | —     | —          |

### Organización territorial

Parroquias de Narón

Según el nomenclátor de 2019, el municipio comprende la localidad de Narón además de 7 parroquias.
- Castro (Santa María)
- Doso (San Lourenzo)
- Narón (San Xiao)
- Pedroso (San Salvador)
- Sedes (Santo Estevo)
- Trasancos (San Mateo)
- Val (Santa María a Maior)

## Cultura

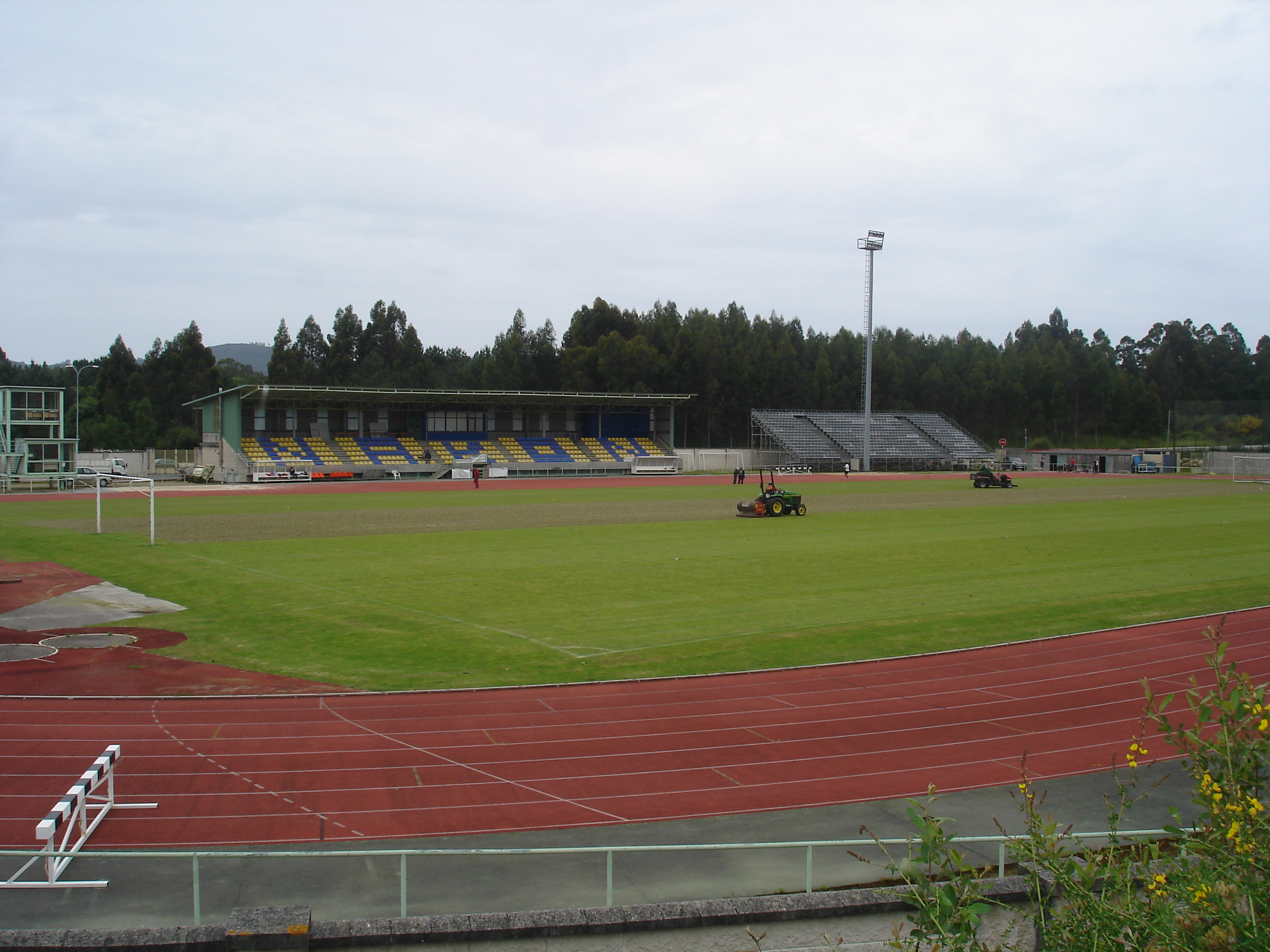
Estadio municipal de Río Seco

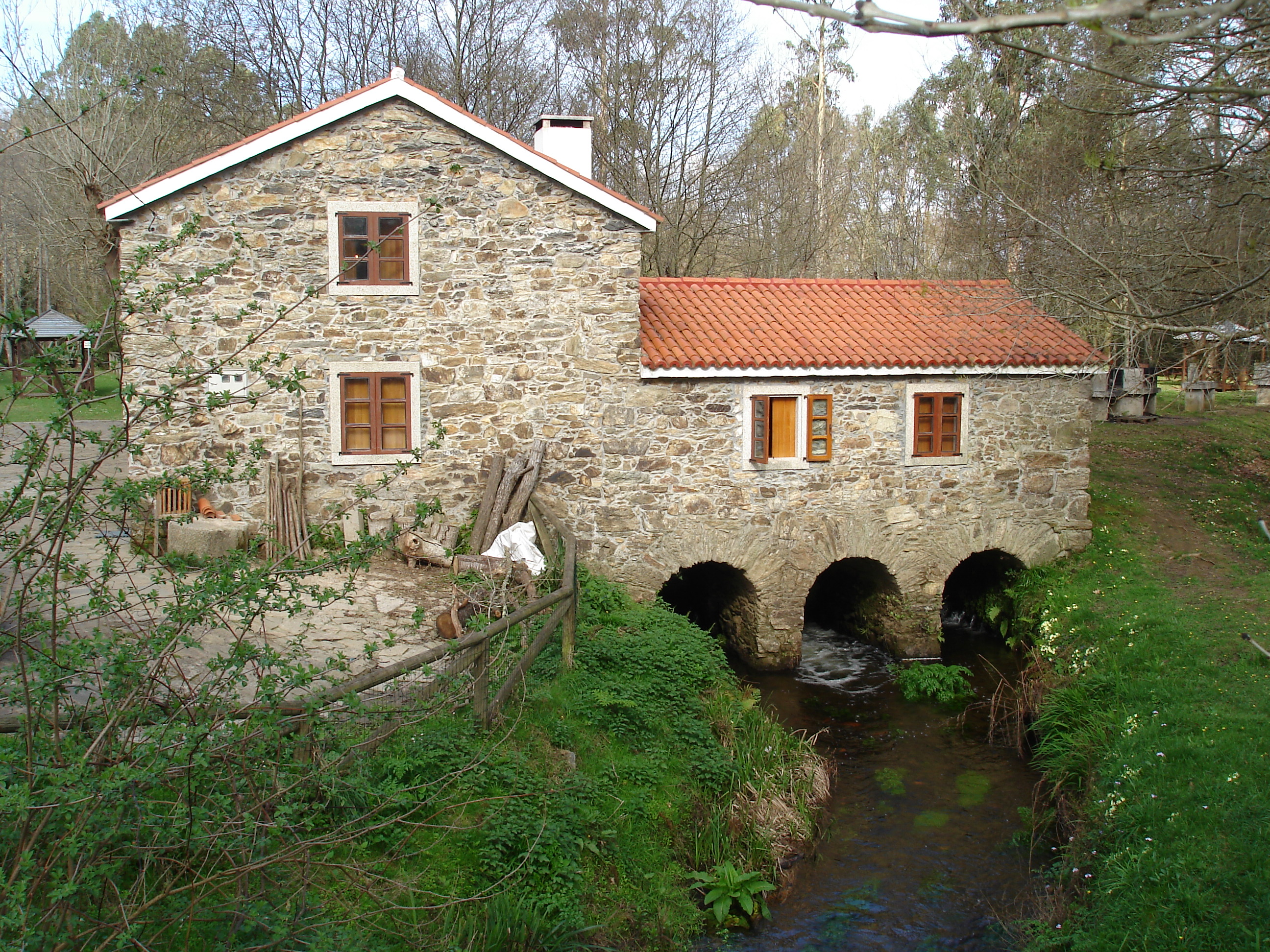
Molino de Pedroso

El municipio cuenta con uno de los mayores teatros y centros culturales de toda Galicia[cita requerida], el Pazo da Cultura, además de contar ya con una biblioteca en el Alto del Castaño y con un parque temático del mundo rural denominado "Aldea Nova" (en Sedes) actualmente gestionado por una empresa privada que realiza actividades relacionadas con el medio ambiente. No obstante, Aldea Nova tuvo varios problemas en el pasado fruto de su mala gestión, que derivó en abandono y dejadez de la administración hacia los animales que allí se encontraban, así como el impago de los salarios de los trabajadores durante, al menos, dos años.
Narón cuenta musicalmente con la composición en forma de pasodoble con título “Narón, Terra de Trasancos” del catedrático y compositor Miguel Brotóns. Composición creada y editada por el propio Ayuntamiento en el año 2006, con la finalidad de representar y ensalzar al municipio de Narón en todo tipo de actos públicos.

### Deporte
Los clubes más importantes son el Baloncesto Narón, de Liga EBA, el Cidade de Narón, que compite en la segunda división de la Liga Nacional de fútbol sala, la segunda categoría del fútbol sala español, con un filial en la Liga Autonómica, el Narón Balompé Piñeiros de fútbol y el Balonmano Narón, un gran club de balonmano. Así como un club de natación que está luchando por subir a división de honor, la A.D Náutico de Narón. Además del Club Atletismo Afflelou Narón, que en la temporada 2010/2011 ha logrado el ascenso a primera división, segunda categoría del atletismo español. En el año 2014, el Ayuntamiento de Narón destinó 307.500 euros a convenios de colaboración con clubs deportivos del municipio. También cuenta con un club de Esgrima histórica, la Asociación Naronesa de Esgrima Antigua, que desde el 2011 organiza un torneo anual, el cual ha sido incluido en 2018 en la liga gallega formada en ese mismo año.
En Narón también se celebra un rally del certamen gallego, el Rally de Narón. Cuentan también pabellón polideportivo cubierto de La Gándara, que consta de una piscina climatizada, una cancha central para la práctica de deportes como el balonmano, el fútbol sala o el baloncesto, entre otros, una sala de musculación y una sauna. En este pabellón se realizan los entrenamientos del Club Arco Narón, que cuenta con destacados arqueros.
En la parroquia de O Val se encuentra el campo de golf del Club Campomar.

### Ocio
Existen varias áreas recreativas como la del molino de Pedroso (que cuenta también con camping), la de La Picota, en El Coto y la Presa del Rey en Xubia. Existe también un parque urbano a orillas del río Freixeiro, junto al que se ha construido una de las más grandes urbanizaciones de la comarca (Residencial Las torres).
En la ciudad es posible encontrar dos centros comerciales; el más grande es Odeón, que se encuentra en el polígono de A Gándara, el cual comparte con otras empresas, como Eroski, Alcampo, Mercadona o Lidl. En dicho centro podemos encontrar una gran variedad de tiendas de moda y complementos, cafeterías, salas de juegos y un cine de 12 salas. El segundo centro comercial de Narón, mucho más pequeño que Odeón, se encuentra en El Barrio O Alto do Castiñeiro, en la misma plaza en la que está el inmueble del ayuntamiento. Este lugar cuenta con un hipermercado de la cadena Froiz y pequeñas tiendas, enfocadas principalmente en la alimentación y los complementos de moda. 
A lo largo de la carretera de Castilla, desde el barrio de Jubia hasta el de Piñeiros hay multitud de pubs y cafeterías, especialmente concurridas durante las noches de los fines de semana.

### Monumentos y lugares de interés
Las construcciones de su núcleo urbano son esencialmente de finales del siglo XX y actuales, pero dentro de los límites del municipio se pueden ver algunos edificios históricos como el monasterio de San Martín de Jubia (probablemente anterior al siglo XII en su origen) o los molinos fluviales y de mareas del siglo XVIII a orillas de las dos principales cuencas fluviales del término municipal: el Río Grande de Jubia y el Río Freixeiro.
Desde el punto de vista turístico y de ocio, sus principales atractivos son:
- Molino de Pedroso y su área de descanso, a orillas del río Jubia en la parroquia de Pedroso.
- Paseo marítimo de Jubia, entre los molinos de Jubia y As Aceas, uno de los pocos conservados en Galicia que funcionaban con la fuerza de las mareas.
- Parque del Río Freixeiro, paralelo al núcleo urbano.
- Iglesia y Monasterio de San Martín de Jubia, de arte románico con añadidos del barroco gallego de los siglos XVII y XVIII. Declarados bien de interés cultural.
- Tramos del Camino Peregrino a San Andrés de Teixido y del Camino Inglés a Santiago de Compostela.
- Aldea Nova, parque temático y educativo sobre el mundo del rural en Galicia situado en la parroquia de Sedes.
- Pazo Libunca, construcción civil de principios del siglo XX con elementos de la arquitectura indiana y modernista ubicado en el lugar de Pena de Embade, entre las parroquias de San Julián de Narón y Castro. Actualmente funciona como establecimiento hotelero y de hostelería.
- Zonas de ocio nocturno en torno a la carretera de Castilla, en los barrios de Piñeiros y Jubia, la zona comercial en torno al centro comercial Odeón y al polígono de A Gándara, en el barrio de A Gándara.
- Centro comercial Odeón, ubicado en el barrio de la Gándara. Cuenta con negocios como H&M, Zara, Mango, Tous, etc; además de un cine de más de 10 salas.
- Acantilados y calas en la parroquia de O Val que forman parte del LIC Costa Ártabra (Red Natura 2000).